# Шлюпи типу «Кінгфішер»
Шлюпи типу «Кінгфішер» - дев'ять патрульних шлюпів Королівського флоту, побудованих трьома групами по три кораблі  у кожній протягом 1930-х років, які служили під час Другої світової війни, головним чином на конвоях Східного узбережжя в Північному морі.

## Конструкція
Тип «Кінгфішер» був спробою побудувати патрульний корабель водотоннажністю менше 600 тонн, оскільки кількість кораблів такого розміру не обмежував Лондонський морський договір 1930 року. Передбачалося, що ці шлюпи захищатимуть прибережне судноплавство  у воєнний час. Його невеликі розміри та недостатній радіус дії, закладений у конструкції (фактично проєкт базувався на  зменшені розміру есмінця), зробили його непридатним для дій у відкритому океані.
Конструкція мала низку недоліків: по-перше, вона була розроблена за високими стандартами. Сконструйований відповідно до специфікацій військового корабля та оснащений редукторними паровими турбінними двигунами, він не годився для масового виробництва.  Спочатку шлюп був озброєний лише однією 4-дюймовою гарматою на носі та глибинними бомбами на кормі, що серйозно обмежувало його здатність до самозахисту від повітряних цілей.